# Triplophysa xiangxiensis
Triplophysa xiangxiensis är en fiskart som först beskrevs av Yang, Yuan och Liao, 1986.  Triplophysa xiangxiensis ingår i släktet Triplophysa och familjen grönlingsfiskar. IUCN kategoriserar arten globalt som sårbar. Inga underarter finns listade i Catalogue of Life.